# E바퀴로
원주시 공영자전거 혹은 e바퀴로는 원주시가 운영하는 무인 공유 전기 자전거 교통 체계이다. 2023년 4월 서비스가 시작되었으며, 원주시 운행 지역 내 36개 대여소, 약 150대의 PAS 방식의 전기자전거를 활용하고 있다.

## 역사
대한민국 국토교통부가 주관하는 '스마트타운 챌린지' 사업의 일환으로 원주시는 '대학-지역사회 잇는 교통·안전서비스' 사업을 실시하게 된다. 이 사업이 진행됨에 따라 지원 받은 국비 등을 배정하여 3억 8천만원을 배정하여 대여소 및 전기 자전거를 설치하고, 2023년 3월 20일부터 무실동과 흥업면 일원을 대상으로 시범 운영을 시작했다.
이후 2023년 4월 1일부터 정식으로 서비스를 시작했다. 2024년 3월부터 서비스 대상 지역에 우산동 일원으로 확대되었다.

## 이용 체계
e바퀴로는 13세 이상의 휴대 전화로 본인 인증이 가능한 대상에 한하여 서비스를 제공한다. 대여 및 반납의 경우 이용자의 스마트폰에 설치된 e바퀴로 앱을 사용하여야 한다. 전기자전거의 대여 및 반납은 반드시 지정된 대여소 및 그 인근에서 이뤄질 것을 권고하고 있으며, 지정된 대여소가 아닌 곳에 반납할 시 추가 요금이 부과되는 것으로 안내하고 있다.
이용을 위한 구매 및 결제는 애플리케이션 내에서 이뤄지며, 2024년 7월 현재 이용자 본인 명의의 신용카드와 휴대 전화를 이용한 결제 서비스만 지원되고 있다. 한편, 서비스는 현재 원주시 내 무실동과 우산동, 흥업면에서 이뤄지는 만큼, 타 읍·면·동을 경로 상 경유할 수 있지만, 서비스 지역 내 지정된 대여소에만 반납할 것을 권고하고 있다.

### 회원 제도
e바퀴로 서비스는 기본적으로 회원제로 서비스된다. 13세 이상의 휴대 전화로 본인 인증이 가능한 대상에 한하여 서비스를 제공하며, 대한민국내 19세 미만 미성년자의 경우 법정대리인의 동의가 필요하다. 시범 서비스를 실시하던 2023년 3월에 1,214명의 회원을 시작으로 지속적으로 증가하여 2023년 10월 기준으로 3,753명이 가입하여 e바퀴로를 이용하고 있다.

### 주요 대여소
2023년 3월부터 10월 간 이용을 분석한 자료에 따르면, 총 대여 건 수의 86%는 연세대학교 미래캠퍼스 및 그 인근에서 발생하였으며, 약 10%는 국립강릉원주대학교 원주캠퍼스와 한라대학교 및 그 인근에서 이뤄진 것으로 나타났다.
다음은 e바퀴로의 주요 대여소를 열거한다. 무실동과 우산동, 흥업면 일원에서 대여 및 반납할 수 있으며, 자세한 정보는 iOS와 안드로이드 스마트폰에서 설치할 수 있는 e바퀴로 애플리케이션을 참고하면 된다.
| 권역                                                     | 장소                          | 대여소(개) |
| -------------------------------------------------------- | ----------------------------- | ---------- |
| 무실동                                                   | 원주역                        | 2          |
| 무실동                                                   | 이마트 원주점                 | 1          |
| 우산동                                                   | 상지대학교                    | 4          |
| 우산동                                                   | 진광중학교                    | 1          |
| 흥업면                                                   | 국립강릉원주대학교 원주캠퍼스 | 4          |
| 흥업면                                                   | 연세대학교 미래캠퍼스         | 7          |
| 흥업면                                                   | 한라대학교                    | 4          |
| 흥업면                                                   | 흥업면행정복지센터            | 1          |
| 2024년 7월 기준, 대여소 현황 등은 변동될 수 있음에 유의. |                               |            |

## 요금
e바퀴로의 이용권은 1일권 단위로 1,000원에 구매가 가능하다. 이용권 구매 후 최초 대여 후 24시간이 지나기 전까지 유효하며, 유효 시간 내 이용권을 다시 사용할 수 있다. 1회 최대 대여 시간은 15분까지이며, 이후 1분이 초과할 때마다 100원의 추가 요금을 청구한다.
2024년 7월 현재 애플리케이션 내에서 회원가입 후 결제가 가능하며, 실물 신용(체크)카드 혹은 휴대 전화 결제에 한하여 이용 요금을 지불할 수 있다.

## 같이 보기
- 따릉이
- 누비자